# Zuquillo Exprés
Zuquillo Exprés es una película de comedia de origen ecuatoriano, basada en la serie de televisión Las Zuquillo de la cadena Ecuavisa, que está inspirada a su vez en la obra de teatro "El rabo de paja de la Anita Zuquillo", del dramaturgo Luis Miguel Campos. Se trata del primer largometraje del país basado en una serie de televisión propia, y con exhibición en salas de cine a nivel nacional.

## Sinopsis
Las Zuquillo son un grupo de cuatro caseras (vendedoras) de un mercado de abarrotes de la ciudad de Quito, lugar en el que han trabajado por varios años y en donde han cultivado una gran amistad basada en la convivencia y las divertidas experiencias que allí les sucede. Un buen día, el mercado entero se viene abajo por las pésimas condiciones de deterioro en el que se encuentra, dejando a los personajes principales sin un lugar de trabajo y en una situación angustiosa sobre su futuro.
Entonces Charo decide migrar a Estados Unidos, donde vive su hermana, pero le niegan la visa en el consulado norteamericano. Desesperada acude a un coyotero que le recomienda una amistad suya, y le pide que le haga ingresar ilegalmente al país del norte para alcanzar el sueño americano. El costo del viaje es elevado y Charo no lo puede pagar, por lo que el coyotero le ofrece un plan "exprés" mucho más económico y´por vía terrestre, pero solo si consigue un grupo de personas que quieran sumarse a la arriesgada empresa, al estilo de los vuelos chárter.
Lucha descubre que el hombre del que está enamorada, Jhonny, está en una relación con otra mujer del mercado y decide suicidarse sin éxito debido a la naturaleza por demás inocente de su método. Es entonces cuando sus amigas Meche y Nacha le sugieren que se una a Charo y se vaya del país para olvidar el desengaño.
Nacha es expulsada de su casa debido a la tenencia ilícita de animales, entre los que se incluyen conejos, cuyes, perros, gatos, gallinas, cerdos e incluso una vaca. Los animales son confiscados por la sanidad y llevados al camal municipal para ser sacrificados, por lo que Nacha entra en una crisis nerviosa causada por la profunda tristeza del destino de sus mascotas, decidiendo unirse al viaje de Charo.
Meche, la más astuta y sabia de todas, intuye que se va a quedar sola y que su futuro sin el mercado para sustentarse será muy difícil de sobrellevar y decide unirse al grupo para migrar juntas a Estados Unidos.
Las Zuquillo se enteran de un concierto de solidaridad en el que se sorteará el valor total de la taquilla para una persona de escasos recursos que asistiera al evento. Una vez allí disfrutan del espectáculo en el que se presentan artistas como Chaucha Kings, Damiano, Karla Kanora, Jaime Enrique Aymara (que resulta ser el ahijado de Nacha) entre otros. Para su sorpresa y buena suerte, el premio le favorece a Nacha y así deciden que es tiempo de poner los planes en marcha y salir de Ecuador rumbo al norte.
De esta manera se inicia el filme, cuando las cuatro mujeres viajan hasta la frontera con Colombia, guiadas por un coyote que embarca a las Zuquillo en un camión que las llevará al sueño de tantos compatriotas: salir adelante aunque el costo sea dejar el corazón en su Ecuador querido.
Se suponía que pasaron por muchos países para llegar a Estados Unidos, pero en realidad todo el tiempo estuvieron en ecuador.Estaban en Quito y Lucha conoció a un turista q se llamaba Jhonny que se enamoró de ella.
Después de un tiempo ya estaban en el nuevo mercado, recordando su viaje y a Luchita le pidió matrimonio el turista que conoció en Quito.

## Elenco

### Roles principales y secundarios
| Actor                | Personaje                     |
| -------------------- | ----------------------------- |
| Martha de Salas      | Mechita                       |
| Marcela Campos       | Nachita                       |
| Mabel Cabrera        | Charito                       |
| Tania Salas          | Luchita                       |
| Cristina Terán       | Miche Bustillos               |
| Xavier Negrete       | Jhonny                        |
| Lucía Pérez          | Mónica Zuquillo               |
| Yalal Dubois         | Luis Sánchez (coyotero)       |
| Eduardo Mosquera     | Wilmer (coyotero)             |
| Martín Córdoba       | Jairo                         |
| Jaime Enrique Aymara | él mismo (Ahijado de Nachita) |
| Monserrat Benalcázar | Efigeñita                     |
| Patricio Borja       | voz en off (narrador)         |

### Roles de apoyo
| Actor               | Personaje                     |
| ------------------- | ----------------------------- |
| Chaucha Kings       | ellos mismos                  |
| Tierra Canela       | ellas mismas                  |
| Damiano             | el mismo                      |
| Gustavo Herrera     | el mismo                      |
| Karla Kanora        | ella misma                    |
| Katy Egas           | ella misma                    |
| Edwin Ernesto Terán | el mismo                      |
| Patricia Galarza    | Santa Ana                     |
| Ana Julia Terán     | Nuestra señora de los Ángeles |
| Jorge Luis Narváez  | cómplice en la frontera       |
| Mayra Cortez        | lavandera                     |
| Orlando Erazo       | joven en el bus               |
| Paola Ostaiza       | mesera                        |
| Lourdes Uzcátegui   | tendera                       |
| Mirian Yacelga      | vendedora de choclos          |
| Luis Supliguica     | policía 1                     |
| Henry Alarcón       | policía 2                     |
| Doris Saráuz        | vecina 1                      |
| Katherine Enríquez  | vecina 2                      |

## Producción y estreno
El filme consta de dos partes principales. La primera, en la que se habla de los antecedentes de los personajes e historia antes del viaje, fue rodada en locaciones reales de las ciudades de Quito y Sangolquí entre los meses de agosto y septiembre de 2008. Mientras que la segunda parte, en la que se describe el éxtasis mismo de la película, fue rodada en locaciones exteriores en su mayoría, con equipos en la Mitad del Mundo, los páramos de Rumicucho (cercano a Quito), los alrededores de la ciudad de Ibarra y en el oriente ecuatoriano, en noviembre de 2008 y entre marzo y junio de 2009.
El proceso de edición final se realizó entre marzo y mayo de 2010 en un estudio de Buenos Aires, Argentina. Las Zuquillo anunciaron en su página web que el estreno tentativo sería en mayo de 2010, pero finalmente fue estrenada el 13 de agosto de 2010, simultáneamente en las ciudades de Quito, Guayaquil, Cuenca y Santo Domingo en las cadenas Multicines, Supercines, Cinemark, Mis Cines y Ocho y Medio.
El preestreno, realizado en la ciudad e Guayaquil el 10 de agosto de 2010 para celebrar la fecha de independencia del país, se realizó en Supercines del centro comercial Entre Ríos. Hasta allí acudieron varias personalidades de la pantalla chica, el teatro y el mundo de la música ecuatoriana. Las cuatro actrices principales del filme se presentaron con vestidos de color fucsia muy abombados y de estilo princesa, a la vez que pasados totalmente de moda, tal como la sociedad ecuatoriana concibe la "elegancia" de las clases bajas.

## Banda sonora
La banda sonora de la película fue producida y masterizada por el músico quiteño Nelson García. Se usaron, además, temas de varios artistas ecuatorianos, entre ellos:
| Artista              | Canción                    |
| -------------------- | -------------------------- |
| Tierra Canela        | Zambicena                  |
| Jaime Enrique Aymara | Embrujo                    |
| Chaucha Kings        | El club de los despechados |
| Fernando Pacheco     | Ese miedo                  |
| Juan Carlos Terán    | La última batalla          |
| Gustavo Herrera      | Tuya                       |
| Chaucha Kings        | En vida                    |

## Premios y nominaciones
- Diario El Comercio: Reconocimiento por récord de ventas del DVD Zuquillo Exprés, que alcanzó las 49.000 unidades el día de su lanzamiento en este formato (10 de diciembre de 2010).